# Sereno variabile
(Frase d'apertura del programma)
Sereno Variabile è stato un programma televisivo italiano in onda dal 1978 al 2019 su Rai 2 e dal 2012 anche in HD su Rai 2 HD.

## Il programma
Programma storico della rete voluto dall'allora direttore Massimo Fichera; la prima puntata andò in onda il 24 novembre 1978, sull'allora Rete 2, alle 22:45, con una durata di 30 minuti. La trasmissione, nata inizialmente con il titolo di Viaggiando viaggiando, aveva cadenza quindicinale, con la regia di Luigi Costantini. Dall'edizione dell'autunno 1979 la collocazione passò al sabato pomeriggio, alle 18:15, con durata di 40 minuti e cadenza settimanale.
In ogni puntata Osvaldo Bevilacqua, affiancato da Enrica Bonaccorti, accompagnava gli spettatori a conoscere meglio il territorio italiano attraverso vari aspetti, come la storia di quel luogo, la cultura, l'artigianato e con una particolare attenzione alle tradizioni, ai prodotti e ai sapori. Maria Giovanna Elmi collaborò alla conduzione della trasmissione dal 1986 fino al 1993.

### Palinsesto
Sereno Variabile in inverno è andato in onda il sabato dalle 17.05 alle 18.00 su Rai 2 fino al 2017 (e dal 2012 anche in HD su Rai 2 HD), mentre in estate va in onda dalle 13:30 alle 14:00, sempre il sabato. Dal 2014 al 2017, è andato in onda anche la domenica dalle 13:45 alle 14:35 su Rai 2 e Rai 2 HD. Dall'autunno 2018, invece, viene trasmesso il sabato dalle 18:00 alle 18:45, mentre di domenica dalle 7:15 alle 8:00, sempre dalla stessa rete.
Dall'edizione estiva 2014 e dall'edizione invernale 2014/2015 le immagini della sigla finale dove appaiono i titoli di coda vennero accompagnate dalla canzone What a Wonderful World nella versione cantata da Louis Armstrong.

### Guinness dei primati
Nel marzo 2015 è entrato nel Guinness World Records come programma televisivo dedicato ai viaggi di più lunga durata. Inoltre è stato calcolato che Osvaldo Bevilacqua nella sua carriera ha percorso, in tutti viaggi effettuati per il programma, in totale 18 milioni di chilometri in tutto il mondo (dati stimati alla fine del 2018).

### Conduzione Muciaccia e Bevilacqua
Dall'ultima puntata della versione estiva del 2017 è condotto da Giovanni Muciaccia, mentre Bevilacqua passa a condurre uno spazio all'interno dello stesso programma; lo stesso accade per tutta la durata della versione invernale 2017-2018. Dalla versione estiva del 2018, tuttavia il programma è nuovamente condotto soltanto da Osvaldo Bevilacqua.

### Fine della trasmissione
Il programma esce dai palinsesti e non va più in onda a partire dal 2019.
Detiene il record di programma di cultura e viaggi più longevo del mondo con 38 edizioni.